# Hamama ibne Almuiz ibne Atia
Hamama ibne Almuiz ibne Atia (Hammama ibn al-Muizz ibn Atiyya) foi emir dos magrauas setentrionais do Magrebe Ocidental no século XI, governando de 1026/1030 até sua morte em 1039/1040 ou 1041/1042, e um membro do clã dos Banu Cazar.

## Vida
Hamama era filho de Almuiz ibne Atia. Em 1025, foi nomeado por seu primo Almuiz ibne Ziri (r. 1001–1026/1030) como governador de Fez. Em 1026/1030, com a morte de Almuiz, sucedeu-o como emir dos magrauas. Foi capaz de consolidar seu poder em detrimento do Califado de Córdova ao qual os magrauas estavam sujeitos. Porém, em 1032/1033 eclodiu uma guerra com os Ifrânidas de Salé, cujo emir Abdal Camal Tamim ibne Ziri marchou contra Fez e capturou-a. Hamama marchou para leste e alcançou as cidades de Ujda e Tenés, onde ficou por cinco anos.
Ao reunir grandes contingentes, avançou sobre Fez em 1037/1038, forçando Abdal Camal a ir para Salé. Em 1038/1039, continuou a política anti-sanhaja de seus predecessores e atacou o emir Alcaide ibne Hamade (r. 1028–1054) no Magrebe Central, que encontrou-se com ele e secretamente subornou as tropas, obrigando Hamama a voltar para Fez pelo medo da deserção e submeter-se a Alcaide.  Faleceu em 1039/1040 ou 1041/1042 e foi sucedido por seu filho Dunas.